# ناغو (أوكيناوا)
مدينة ناغو (بالإنجليزية: Nago)‏ هي أحد المدن التابعة لمحافظة أوكيناوا. تأسست رسميًا في 01/08/1970. ويقدر عدد سكانها بـ 60598 نسمة حسب تقدير مكتب الإحصاء الياباني لعام 2012. تبلغ مساحة ناغو 210.3 كم2. بكثافة سكانية تبلغ 278 نسمة/كم2.

## المناخ
يظهر الجدول التالي التغييرات المناخية على مدار السنة لناغو:
| البيانات المناخية لـناغو          | البيانات المناخية لـناغو | البيانات المناخية لـناغو | البيانات المناخية لـناغو | البيانات المناخية لـناغو | البيانات المناخية لـناغو | البيانات المناخية لـناغو | البيانات المناخية لـناغو | البيانات المناخية لـناغو | البيانات المناخية لـناغو | البيانات المناخية لـناغو | البيانات المناخية لـناغو | البيانات المناخية لـناغو | البيانات المناخية لـناغو |
| الشهر                             | يناير                    | فبراير                   | مارس                     | أبريل                    | مايو                     | يونيو                    | يوليو                    | أغسطس                    | سبتمبر                   | أكتوبر                   | نوفمبر                   | ديسمبر                   | المعدل السنوي            |
| --------------------------------- | ------------------------ | ------------------------ | ------------------------ | ------------------------ | ------------------------ | ------------------------ | ------------------------ | ------------------------ | ------------------------ | ------------------------ | ------------------------ | ------------------------ | ------------------------ |
| متوسط درجة الحرارة الكبرى °م (°ف) | 19.3 (66.7)              | 19.5 (67.1)              | 21.3 (70.3)              | 23.9 (75.0)              | 26.5 (79.7)              | 29.2 (84.6)              | 31.8 (89.2)              | 31.6 (88.9)              | 30.5 (86.9)              | 27.8 (82.0)              | 24.4 (75.9)              | 21.0 (69.8)              | 25.6 (78.0)              |
| المتوسط اليومي °م (°ف)            | 16.3 (61.3)              | 16.5 (61.7)              | 18.4 (65.1)              | 21.0 (69.8)              | 23.5 (74.3)              | 26.7 (80.1)              | 28.8 (83.8)              | 28.6 (83.5)              | 27.3 (81.1)              | 24.8 (76.6)              | 21.4 (70.5)              | 18.0 (64.4)              | 22.6 (72.7)              |
| متوسط درجة الحرارة الصغرى °م (°ف) | 13.5 (56.3)              | 13.5 (56.3)              | 15.5 (59.9)              | 17.9 (64.2)              | 20.8 (69.4)              | 24.6 (76.3)              | 26.5 (79.7)              | 26.2 (79.2)              | 24.8 (76.6)              | 22.3 (72.1)              | 18.8 (65.8)              | 15.1 (59.2)              | 20.0 (67.9)              |
| الهطول مم (إنش)                   | 111.4 (4.39)             | 126.3 (4.97)             | 153.1 (6.03)             | 171.5 (6.75)             | 222.4 (8.76)             | 244.1 (9.61)             | 151.3 (5.96)             | 248.2 (9.77)             | 220.9 (8.70)             | 150.7 (5.93)             | 122.9 (4.84)             | 96.2 (3.79)              | 2٬019 (79.5)             |
| متوسط الرطوبة النسبية (%)         | 69                       | 71                       | 74                       | 75                       | 78                       | 82                       | 78                       | 79                       | 77                       | 73                       | 71                       | 68                       | 75                       |
| ساعات سطوع الشمس الشهرية          | 95.3                     | 86.2                     | 105.0                    | 119.1                    | 139.7                    | 156.9                    | 245.7                    | 211.2                    | 195.6                    | 169.4                    | 121.9                    | 118.1                    | 1٬764٫1                  |
| المصدر: JMA (1981-2010)           |                          |                          |                          |                          |                          |                          |                          |                          |                          |                          |                          |                          |                          |

## توأمة
لناغو (أوكيناوا) اتفاقيات توأمة مع:
- سوجو

## أعلام
- كيكو تسوجي